# Alemánico
El alemánico o alamánico (en alemán: Alemannisch, pronunciación: /aləˈmanɪʃ/ⓘ) es un grupo de dialectos del alto alemán superior.
El nombre deriva de la antigua alianza de tribus germánicas conocidas como alamanes (en alemán, 'todos los hombres', que es el étimo del nombre francés Allemagne, el español y vasco Alemania, el gallego y asturleonés Alemaña, el aragonés y el catalán/valenciano Alemanya, el portugués Alemanha y el turco Almanya, todos nombres de Alemania).
Comprende las siguientes variedades, que pueden llegar a ser ininteligibles entre sí:
- Alemán de Suabia (Alemania), llamado también suabo (Schwäbisch)
- Bajo alemánico, que comprende:
  - Alsaciano, en Alsacia (Francia)
  - Alemán coloniero (Venezuela)
  - Alemán de Basilea, en Basilea (Suiza)
- Alto alemánico, en Suiza, Vorarlberg (Austria), Liechtenstein, en el sur de la Selva Negra (Alemania), por ejemplo:
  - Alemán de Berna
  - Alemán de Zúrich
- Alemánico superior, en el cantón de Valais (en alemán Wallis) y su diáspora alpina, al sur del cantón de Berna y en la parte alemana de Friburgo (Suiza), por ejemplo:
  - Walliser, referido a Wallis y
  - Walser, referido a la diáspora.

Los dialectos suizos alemánicos, Schweizerdeutsch, se dividen, de norte al sur, en tres grupos: bajo alemánico, alto alemánico y alemánico superior.
Los códigos SIL empleados (versión 15) son GSW, SWG (alemán de Suabia), WAE (dialectos de Wallis, ya que los lingüistas suizos y alemanes los incluyen entre los dialectos del alemán suizo) y GCT (alemán coloniero).
Hay publicaciones escritas en alemánico, especialmente en Suiza, pero no hay una ortografía única porque tampoco existe una lengua estándar. Normalmente se sirven de la ortografía alemana como referencia y la modifican según lo requieran para el dialecto correspondiente, pero otros tienen una propuesta completamente independiente al alemán estándar. Hay propuestas diversas (la más conocida es la Dieth-Schreibung, un libro de Eugen Dieth) que no son vinculantes.

## Extensión geográfica

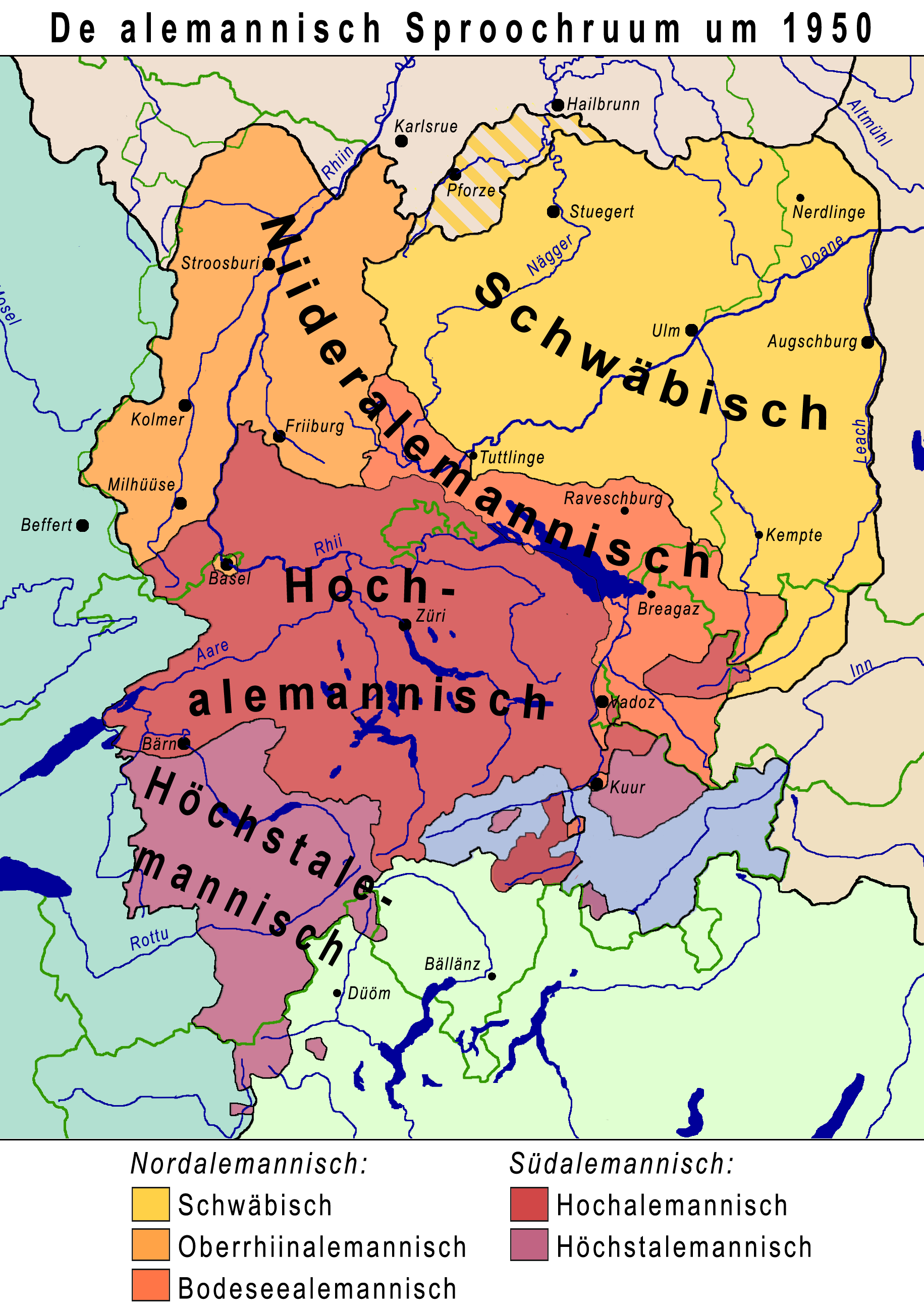
Extensión geográfica del alemánico

El alemánico se habla principalmente en el sur de Alemania (Baden-Wurtemberg), el este de Francia (Alsacia), el oeste de Austria (Vorarlberg, el oeste del Tirol), Liechtenstein, Suiza y una pequeña parte de Italia (en el Valle de Aosta). Además, se habla una variante del bajo alemánico en Colonia Tovar (Venezuela). El área geográfica del alemánico limita al norte con los dialectos del alto fráncico, y al este con los del bávaro. Al sur y al este limita con el francés, el italiano y retorrománico, todas ellas lenguas romances. 
El alemánico se distribuye geográficamente como sigue:
- Baden-Wurtemberg (Alemania): los dos tercios meridionales del estado federado se encuentran en el espacio dialectal del alemánico. En Baden, especialmente en las ciudades de Baden-Baden, Rastatt y Pforzheim, considerando los diversos dialectos de transición con el fráncico y el suabo. En Wurtemberg, la zona de Heilbronn, Schwäbisch Hall y Crailsheim está tradicionalmente dentro del área del fráncico. En la zona de Heilbronn y Hall se han popularizado en los últimos tiempos algunos rasgos del suabo.
- Baviera (Alemania): principalmente en Suabia y Dinkelsbühl (donde se habla un dialecto mixto de fráncico y suabo con algunas influencias bávaras) y la región de Lechrain (suabo y bávaro), a excepción de la zona oriental de Augsburgo. Entre Augsburgo y los Alpes hay una zona de transición entre el suabo y el bávaro: al oeste del río Lech domina el suabo y al este el bávaro.
- Austria: además de en Vorarlberg, se habla alemánico en pequeñas zonas del Tirol en el distrito de Reutte (suabo o suabo-bávaro en Reutte, alemánico superior en Steeg, y bávaro en el resto) y el distrito de Landeck (St. Anton am Arlberg, Paznaun).
- Liechtenstein: este microestado es el único Estado que se encuentra totalmente dentro del espacio dialectal del alemánico.

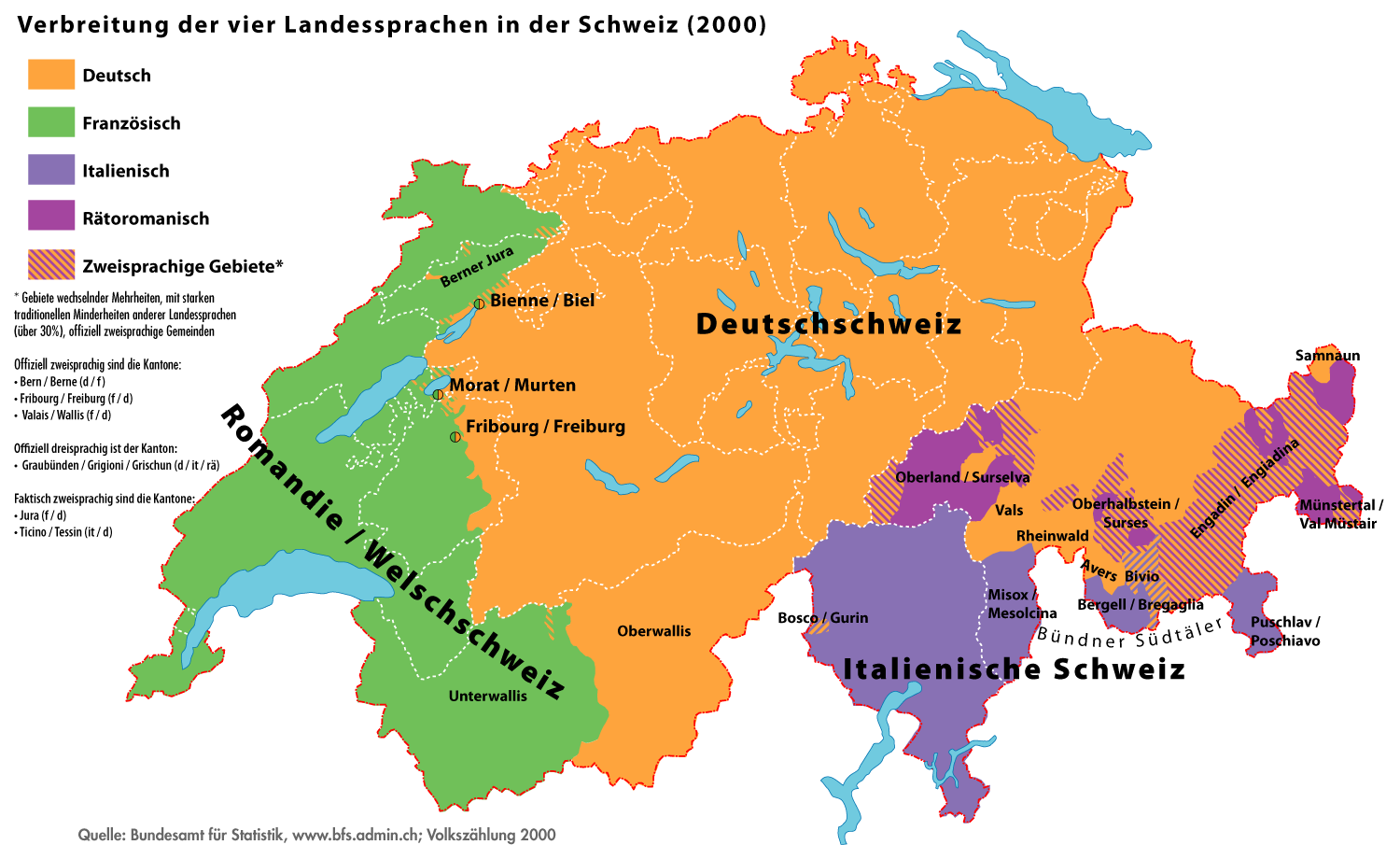
Zonificación lingüística de Suiza

- Suiza: en la parte germanófona de Suiza (excepto el Samnaun, donde se habla un dialecto bávaro).
- Italia: tradicionalmente en la región del Piamonte (Formazza y Valsesia) y en el Valle de Aosta (especialmente en Val di Gressoney), aunque el idioma más extendido en el día a día es el italiano, que es además la única lengua oficial.

Lenguas de Alsacia en el

- Francia: principalmente en la región de Alsacia (donde se habla el alsaciano, considerado una variedad del alemánico); a excepción de la zona de Wissembourg, Lauterbourg y Sarre-Union (donde las hablas tradicionales son del grupo fráncico), y el valle de la Bruche y la zona de Sainte-Marie-aux-Mines, Lapoutroie y Montreux (donde tradicionalmente se hablan lenguas romances).

## Subdivisiones

### Suabo
El suabo (Schwäbisch) se habla en Wurtemberg y en la región bávara de Suabia. Presenta similitudes con el bávaro.
Las mayores ciudades en las que se habla son Stuttgart, Augsburgo, Ulm, Reutlingen y Tubinga.
El dialecto presenta las siguientes variedades:
- Oberschwäbisch o alto suabo;
- Unterschwäbisch o bajo suabo;
- Allgäuerisch o habla de Algovia, hablado en el sur de Suabia. Algunos estudiosos lo clasifican en el bajo alemánico o en el alemánico del Lago de Constanza.

### Alemán del lago de Constanza
El alemán del lago de Constanza (Bodenseealemannisch) es un dialecto intermedio entre el suabo y el bajo alemánico, considerado por algunos estudiosos como una variedad del bajo alemánico.
Se habla en el norte de Vorarlberg (Austria) y en las regiones de Baar y del lago de Constanza (Alemania). Algunos lingüistas incluyen también el Allgäuerisch, hablado en la región de Algovia (Baviera).

### Bajo alemánico
El bajo alemánico (Niederalemannisch) se habla en algunas zonas de Baden-Wurtemberg (Alemania), Suiza, Alsacia (Francia) y Vorarlberg (Austria).
Existen las siguientes variedades menores:
- el Südalemannisch, hablado en el sur de Baden; [1]
- el Oberrheinalemannisch (alemánico del alto Rin).

Algunos estudiosos incluyen también:
- el Allgäuerisch, hablado en la región de Algovia (Baviera).
- el Wälderisch (o Vorarlbergisch), hablado en algunos valles de Vorarlberg (Austria).

#### Alemánico del Rin Superior
A veces se usa el término "alemánico del Rin Superior" (Oberrheinalemannisch) como sinónimo de "bajo alemánico". Destacan las siguientes variantes:
- el Oberrheinalemannisch, hablado en Baden (estado), sobre todo en Friburgo de Brisgovia
- el alemán de Basilea (Baseldeutsch), hablado exclusivamente en el cantón de Basilea (Suiza);
- el alsaciano (Elsässisch), hablado en buena parte de Alsacia (Francia).

### Alto alemánico
El alto alemánico (Hochalemannisch) es un conjunto de dialectos hablados en la Suiza germanófona, en Liechtenstein y en algunas áreas de Alsacia, Baden-Wurtemberg y Vorarlberg.
Su principal característica es que el sonido [k] pasa al fricativo [x], y no kʰ o kx como en bajo alemánico.
Existen diferentes variedades:
- el Schweizerdeutsch, hablado en muchas partes de Suiza.
- el Liechtensteinisch, dialecto hablado en Liechtenstein;

#### Alemán de Suiza
Hablado en la Suiza germanófona, se divide en Westschweizerdeutsch (alemán suizo occidental) y Ostschweizerdeutsch (alemán suizo oriental).
Las principales diferencias entre estas dos variedades son los diptongos (occidental: [ei ɔu øi], oriental: [ai au ɔi]) y los plurales de los verbos (occidental: dos formas de plural [-ə -ət -ə], oriental: una única forma de plural [-əd̥ -əd̥ -əd̥])

### Alemánico superior
Este conjunto de dialectos, particularmente arcaicos, son considerados por algunos como parte del alto alemánico. Se hablan en muchos cantones y municipios de Suiza, especialmente alpinos (Oberland bernés, Uri, Obwalden, Nidwalden, Glarus, Friburgo, Valais).
La principal característica de los dialectos alemánicos superiores es la ausencia de diptongos ([ʃniːə(n)] [buːə(n)], en alto alemánico [ʃneijə] [bouwə]) y la existencia de tres formas de plural para los verbos ([-ə(n) -ət -ənt]). 
Debido a las migraciones del pueblo walser, el alemánico superior se ha extendido al Tesino y los Grisones (Suiza), Liechtenstein, Vorarlberg y Tirol (Austria) y a varios pueblos del Valle de Aosta y el Piamonte de la zona del Monte Rosa (Italia).

## Descripción lingüística
El siguiente cuadro compara algunas formas léxicas en diferentes variedades regionales de alemánico, con la forma en alemán estándar:
| Alemán estándar | Suabo      | Bajo alemánico | Alto alemánico | Alto alemánico sup. | GLOSA    |
| --------------- | ---------- | -------------- | -------------- | ------------------- | -------- |
| Haus            | Hous       | Huus/Hüüs      | Huus/Hüüs      |                     | 'casa'   |
| Zeit            | Zeit       | Ziit           | Ziit           |                     | 'tiempo' |
| Kind            | Kend       | Kind           | Chind          |                     | 'niño'   |
| schneien        | schneia    | schneie        | schneie        | schnii-e            | 'nevar'  |
| Horn            | Horn       | Horn           | Horn           | Ho(o)re             | 'cuerno' |
| trinken         | tringga    | tringge        | trinkche       | triiche/ tringge    | 'beber'  |
| oben            | oba        | obe            | obe            |                     | 'encima' |
| Stein           | Stoa/ Stoe | Stai           | Stai           | Stai                | 'piedra' |

## Inteligibilidad mutua con otras variantes del alemán
Al ser una variedad de alto alemán, el idioma es fácilmente inteligible por hablantes austriacos y bávaros. En cambio, los hablantes del norte de Alemania pueden no ser capaces de seguir una conversación, pudiendo llegar a ser la inteligibilidad de los idiomas alemanes entre gente no alfabetizada similar a la inteligibilidad entre las distintas lenguas ibéricas. No obstante, en la práctica no sucede lo mismo que en la península ibérica, debido a que los hablantes del alemánico suelen entender bien el alemán del norte porque es este el núcleo principal del alemán moderno, que es el que lleva años enseñándose en las escuelas.

## Diferencias con el alemán estándar
- Con frecuencia, las vocales largas i, u y ü pasan a ser los diptongos ie, ue y üe. Ejemplos: wie, gut, grün [viː, guːt, gʀyːn] > wie, guet, grüen [vɪ̯ə, gʊ̯ət, grʏ̯ən]. En Alsacia, en la ciudad de Basilea y en una gran parte de los dialectos de Alemania, se dice ie en lugar de üe. En los alrededores de Lörrach, se dice üe en el lugar de ue. En suabo, se dirá más bien ia, ua e ia, respectivamente.
Una mala pronunciación de los diptongos puede producir ambigüedad: wie (cómo, como) y Wii (vino)
- Además, hay regiones de Baden y del oeste de Suiza donde las vocales largas que no diptongan son abiertas, es decir, se pronuncian [ɪː, ʊː, ʏː] en lugar de [iː, uː, yː].
- Las diptongos del alemán au, ei y eu/äu pasan a ser en la mayoría de las palabras u, i y ü, pronunciados como [u(ː), i(ː), y(ː)]. Una excepción es el suabo.
- En Alsacia, en Basilea, en Suabia y en el norte de Baden, las vocales redondeadas son deslabializadas.
- En las variedades meridionales, es decir, el alto alemánico y el alemánico superior, la consonante k del alemán se convierte en la gran mayoría de palabras en ch [x] o [kx]; dentro de una palabra, sólo se da [kx].
- La consonante n al final de palabra desaparece.
- La vocal e al final de palabras o de los prefijos a menudo pasa a i o desaparece completamente.
- No existe el tiempo pretérito (reemplazado por el perfecto), ni el pluscuamperfecto (reemplazado por el perfecto o el perfecto II) ni el futuro (reemplazado por el presente). Además, el subjuntivo sólo existe con algunos verbos auxiliares.
- El genitivo es reemplazado por los giros siguientes: dem Ma sis Hus (poseedor en dativo - pronombre posesivo - objeto poseído) o s Hus vom Ma (objeto poseído - preposición von - poseedor en dativo); en alemán estándar das Haus des Mannes, es decir, "la casa del hombre".

Además, hay mucho vocabulario diferente al del alemán, e incluso considerables diferencias entre regiones.